# Wilmette

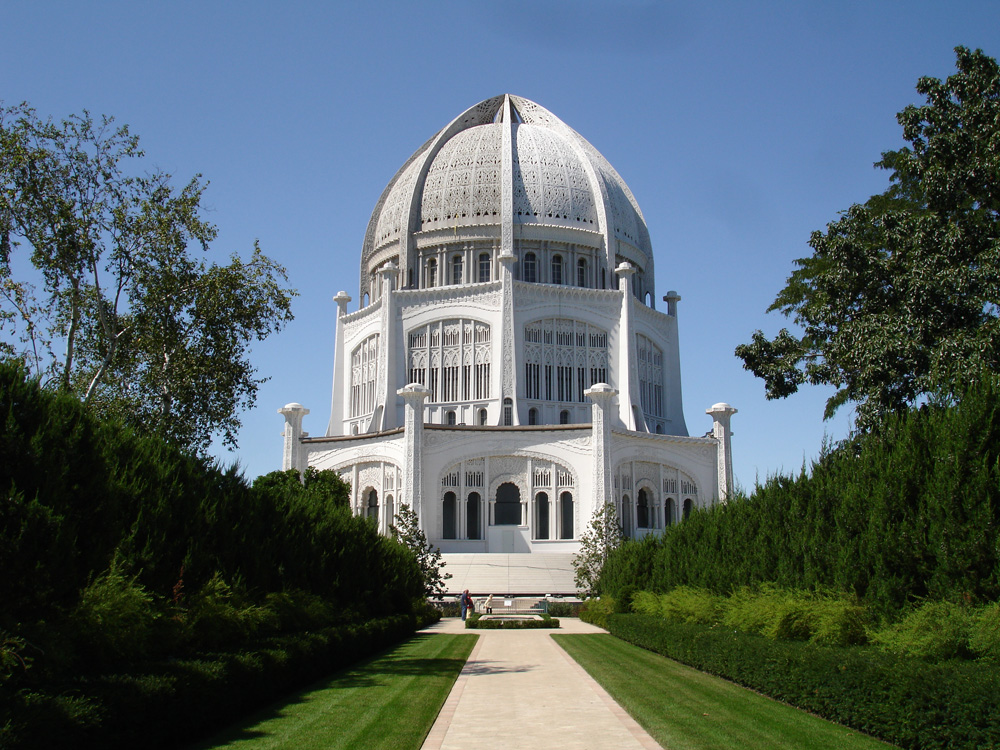
Bahá’í Huis van Aanbidding in Wilmette

Wilmette is een dorp in de Amerikaanse staat Illinois. Het is een forensenstad ten noorden van Chicago aan de kust van Lake Michigan.
Het dorp is vernoemd naar een Frans-Canadese bonthandelaar met de naam Antoine Ouilmette. Hij was ooit eigenaar van het stuk grond waarop nu het dorp staat.

## Demografie
Bij de volkstelling in 2000 werd het aantal inwoners vastgesteld op 27.651. In 2006 is het aantal inwoners door het United States Census Bureau geschat op 26.737, een daling van 914 (-3,3%).

## Bezienswaardigheden
In Wilmette staat het oudste Bahá’í Huis van Aanbidding ter wereld.

Daarnaast staan er twee huizen die door Frank Lloyd Wright zijn ontworpen.

## Geboren
- Bill Murray (1950), acteur
- Seana Kofoed (1970), actrice
- Peter Wentz (1979), bassist van de band Fall Out Boy
- Nico Tortorella (1988), acteur

## Plaatsen in de nabije omgeving
De onderstaande figuur toont nabijgelegen plaatsen in een straal van 8 km rond Wilmette.